# Thomas Lamparter
Thomas Lamparter (* 9. Juni 1978 in Bern) ist ein Schweizer Bobfahrer. Er gehört zu den besten Anschiebern im Bobsport der 2000er Jahre.

## Biografie
Lamparter erlernte zunächst den Beruf des Kochs, später studierte er Informatik und wurde Informatik-Ingenieur. Der Athlet gehört seit 2002 zum Nationalkader der Schweiz. In seiner ersten Saison war er Anschieber für Francisco Baños im Viererbob, Pius Meyerhans im Zweierbob und bei den Schweizer Anschubmeisterschaften für Martin Annen (Platz zwei). Bestes Resultat war ein zweiter Rang im Bob-Europacup, der im Vierer in St. Moritz erreicht wurde. In der Gesamtwertung des Viererbobwettbewerbs erreichte er den dritten Platz. Zur folgenden Saison wechselte Lamparter in den Viererbob von Annen. Mit ihm gewann der Berner den Titel des Schweizer Meisters und wurde Fünfter der Gesamtwertung des Weltcups. Bei den Schweizer Meisterschaften trat er zudem im Zweierbob mit Urs Hefti an und wurde Fünfter. Auch in der Saison 2004/05 wurde er im Viererbob Annens Schweizer Meister. In der Gesamtwertung des Weltcups erreichte das Team Platz zwei. Die Weltmeisterschaften in Calgary brachten einen sechsten Rang im Vierer und mit Daniel Schmid einen achten Platz im Wettbewerb der Zweier.
Seit der Saison 2005/06 stellten sich für das Annen-Team mit Lamparter auch Erfolge bei internationalen Grossereignissen ein. In der Gesamtwertung des Weltcups wurde es Dritter, in Igls gewann es das Weltcup-Heimrennen. Die Bob-Europameisterschaft 2006 in St. Moritz brachten den Gewinn der Goldmedaille im Viererbob sowie einen fünften Platz mit Schmid im Zweierbob. Noch höher einzuschätzen war der Gewinn der Bronzemedaille bei den Olympischen Winterspielen von Turin. Zudem kam der dritte Gewinn des Titels bei den Schweizer Meisterschaften, in der folgenden Saison folgte der vierte. In der Saison 2006/07 fuhr Lamparter nur bei den Schweizer Meisterschaften im Viererbob Annens, den Grossteil der Saison war er Anschieber bei Ivo Rüegg. Höhepunkt der nacholympischen Saison wurde die Bob-Weltmeisterschaft 2007 in St. Moritz, wo das Bobteam Rüegg die Goldmedaille gewann. Mit Schmid wurde er Fünfter im Zweier. Im erstmals ausgetragenen Mannschaftswettbewerb gewann er zudem die Bronzemedaille. Mit Schmid erreichte er im Weltcup in Igls als Drittplatzierte erstmals eine Podiumsplatzierung im Zweierbob, mit Rüegg gewann Lamparter ein Rennen des Viererweltcups.
2007 wechselte Lamparter als erster Anschieber in das neue Bobteam seines langjährigen Anschieberkollegen bei Annen und Rüegg, Beat Hefti. Mit ihm gewann er in überragender Manier die Gesamtwertungen im Zweier- und Viererbob des Gesamteuropacups. Vier Saisonrennen konnten sie gewinnen und zur Saison 2008/09 in den Weltcup aufsteigen. Schon im ersten Zweierrennen gelang dem Team Hefti/Lamparter dank einer überragenden Anschubleistung ein Sieg in Winterberg. Am Ende der Saison belegten sie im Zweierbob den ersten und im Viererbob den siebten Platz in der Weltcup-Gesamtwertung. In der nächsten Saison konnten sie gemeinsam drei Rennen im Zweierbob gewinnen, belegten in der Gesamtwertung am Ende aber nur den vierten Platz. Im Viererbob reichte es sogar nur zu Platz 16 in der Weltcup-Gesamtwertung. Bei der Europameisterschaft 2010 in Igls gewannen sie die Goldmedaille im Zweierbob. Bei den Olympischen Winterspielen 2010 in Vancouver konnte Lampater aufgrund einer Gehirnerschütterung Heftis, die er sich bei einem Trainingssturz zugezogen hatte, nicht am Rennen im Zweierbob teilnehmen. Im Viererbob nahm er als Anschieber im Team von Ivo Rüegg teil, welches den sechsten Platz belegte.